# Nationalstraße B9
Die Nationalstraße B9, offiziell seit August 2024 Dr. Hage Geingob Freeway, ist eine teilweise im Bau bzw. Ausbau befindliche Nationalstraße in Namibia.
Sie beginnt – mit Stand März 2022 im Bau befindlich – am Ostrand der Hauptstadt Windhoek mit Anschluss an die Nationalstraße B6 (die dort bis zum Hosea Kutako International Airport ebenfalls als Autobahn ausgebaut wird) in Windhoek-Avis und führt durch den Süden der Stadt, vorbei an der Grove Mall und dem Anschluss an die Nationalstraße B1 Richtung Rehoboth, ehe sie auf dem Verlauf des Western Bypass, vorbei am im Bau befindlichen Anschluss an die südliche Umgehung nach Rehoboth, verläuft. Dort geht sie bei der Universität von Namibia in den Western Bypass (Autobahn A1) gen Norden über.
Phase 1 wurde im März 2021 offiziell eröffnet.